# Une femme jouant de la guitare
Une femme jouant de la guitare est une œuvre de Johannes Vermeer, une peinture à l'huile sur toile de 53 × 46,3 cm réalisée vers 1670-1672, et exposé à la Kenwood House de Londres.

## Description
Vermeer a représenté ses modèles féminins en général avec une émotion contenue, mais cette jeune fille, avec ses boucles, presque coquette, est joyeuse. Elle porte la veste en fourrure qui était à la mode pendant les froids rigoureux, elle se retrouve sur cinq autres tableaux (La Maîtresse et la Servante, etc.). La présence d'une personne à sa droite peut être devinée. 
La lumière venant de la droite envahit le sujet ; ceci peut-être pour éviter l'ombre à la droite du sujet.
La veste de satin jaune, avec le dépôt de fourrure, se retrouve sur cinq tableaux du peintre ; on la retrouve sur Jeune femme écrivant une lettre, La Dame au collier de perles, La Maîtresse et la Servante et La Femme au luth.
Le paysage mural est une œuvre de Pieter Jansz. van Asch (1603-1678) que Vermeer possédait ; les cheveux du personnage se mêlent au feuillage.
Il n'a pas été possible de déchiffrer le nom des livres sur la table.
Le modèle est peut-être Marie, fille du peintre, alors âgée de 17 ans.

## Historique
La peinture  a été mise aux enchères en 1696 à Amsterdam.
Guinness, un descendant de la célèbre famille de brasseurs, en a fait don, après sa mort, au musée Kenwood House à Hampstead Heath.
En 1974, le tableau a été dérobé par des membres de l'IRA ; ils ont demandé une rançon de 1 000 000 $ et ont menacé de le brûler le jour de la Saint-Patrick. Quelques mois plus tard, un appel anonyme a conduit la police au cimetière de St-Barthélémy à Smithfield, Londres. La peinture enveloppée dans un journal du soir se trouvait contre une clôture. On ignore si une rançon a été payée. Il a légèrement souffert de problèmes d'humidité pendant son vol.
Le tableau a été en restauration du début 2012 jusqu'en automne 2013.